# 蒙納黑體
蒙納黑體（M Hei）是一款中文無襯線字體，由蒙納公司（Monotype Corporation）設計，設計師許大鵬亦有參與字體的設計和開發項目。其衍生字體包括蒙納正線體、蒙納中黑體及蒙納粗黑體等。

## 應用

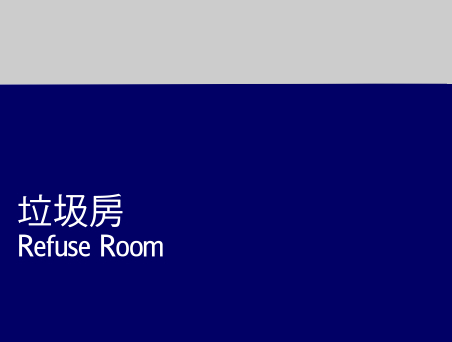
九鐵車站房間牌號，中文部分使用蒙納黑體，英文部分使用九鐵公司設計的Casey

1996年，九廣鐵路公司開始使用蒙納黑體作為其全新格式的字體，與九鐵設計的Casey字體一併成為其企業品牌格式。
香港政府的香港品牌標誌亦使用蒙納黑體作為主要中文字體。
另外，領展於屋邨商場內新安裝的指示牌也用上了蒙納黑體。
滙豐銀行近年採用的「環球金融，地方智慧」標語，也使用蒙納黑體，但字元比例比一般要寬（多於 100%）。
香港大部分報章、書刊和雜誌也有採用蒙納黑體的，例如蘋果日報、新Monday、Yes!等等。
侠盗猎车手V也在其繁体中文版本使用了蒙纳黑体作为其中文字体。 
香港國際機場於2015年9月至11更換了機場指示牌由標準宋體轉為最初落成時用過，較剛正的蒙納黑體作為導向系統的字體。
香港房屋委員會本身已有在官方刊物及網頁內使用蒙納黑體，而近年更將此字體的應用範圍，擴大至新建屋苑門牌及樓宇名稱。
台灣高鐵中文部分使用蒙納黑體。

## 其他來源
同樣由Monotype擁有的Arial Unicode MS字型，採用蒙納黑體作為漢字字體，但默認的字形是日本語字形寫法（即是傳承字形，亦採用新字體及舊字體），並非專為中文排版而設計。儘管如此，用戶仍可透過利用該字型提供的OpenType特性，獲得恰當的地區專用的漢字字形。

## 其他香港品牌字體

### 中文基本字型
- MSung HK
- MSungGold HK
- MYuen HK
- CHei2 HK
- CHei3 HK
- CSong3 HK
- CYuen HK

### 書法字型
- MKai HK
- CFangSong HK

當初蒙納字型價錢較貴，上述中文字體多在於香港製作出版的書本。

## 參閱
- 蒙纳字体（英语：Monotype typefaces）：由蒙纳公司设计开发的其他字体
- 黑體
- 微軟正黑體